# ドイツ工作連盟

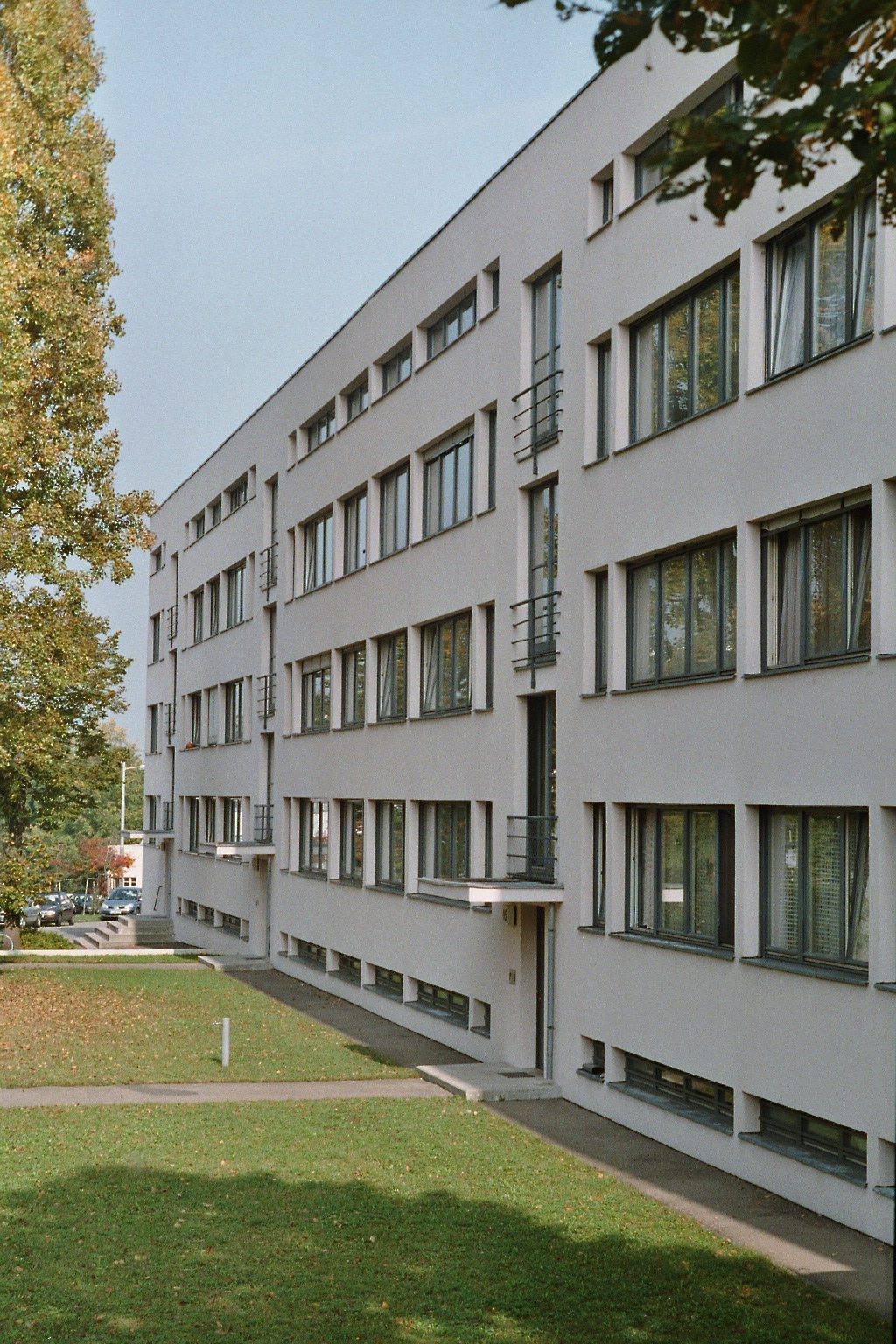
ヴァイセンホーフ・ジードルングの建物群中ルートヴィヒ・ローエの作品（1927年）。

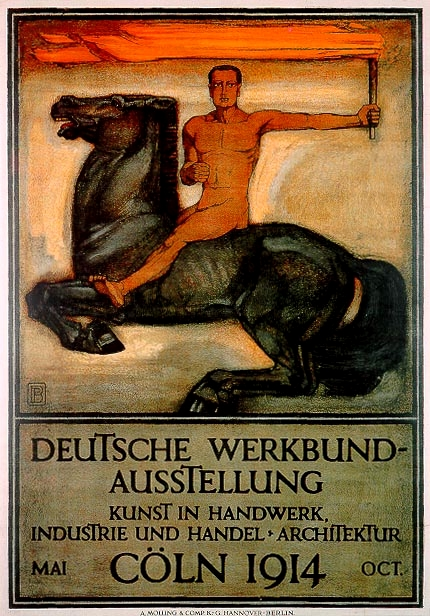
1914年の展覧会ポスター

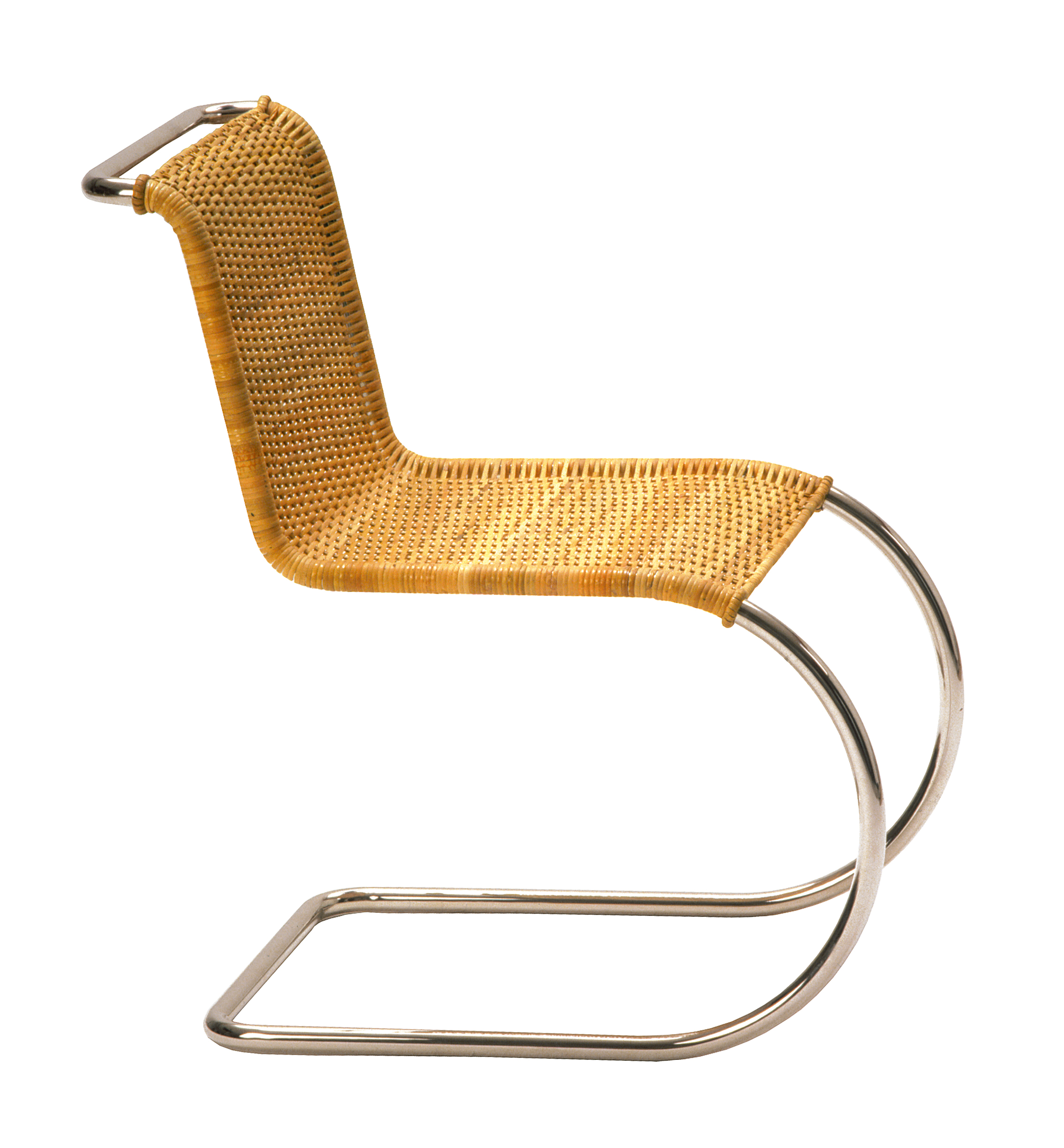
ヴァイセンホーフ・チェア。ローエの骨組みとリリー・ライヒの籐細工（1927年前後）。

ドイツ工作連盟（どいつこうさくれんめい、ドイツ語: Deutscher Werkbund）は、20世紀始めのドイツで設立された団体で、建築家、デザイナーらが参加し、モダンデザインの発展の上で大きな足跡を残した。略称DWB。

## 概要
1906年、ドレスデンで第3回ドイツ工芸展が開催されたのをきっかけに、ドイツの産業育成を目指し、1907年、ミュンヘンで結成された。プロイセン政府の建築家のヘルマン・ムテジウスをはじめ、ヴァン・デ・ヴェルデ、オルブリヒ、ベーレンス、グロピウス、ブルーノ・タウトら建築家のほか、実業家や芸術家、デザイナー、評論家らが参加した。
ムテジウスはイギリスのアーツ・アンド・クラフツ運動から影響を受け、近代社会にふさわしい芸術と産業の統一を構想しており、やがてドイツ工作連盟の中で大きな影響力を持つようになった。ドイツ工作連盟の活動はインダストリアルデザインの始まりであった。
1933年、ナチスによって解散させられたが、第二次世界大戦後に再興した。

## 主な活動
- 1914年　第1回ドイツ工作連盟ケルン展
タウトのガラスの家が有名。連盟展の後、製品の規格化を重視するムテジウスに対して芸術性を主張するヴァン・デ・ヴェルデらが反発し、規格化論争が起こった。
- 1916年にデューラー連盟と協力し、「ドイツ商品学」という雑誌を出版する。
- 1927年　シュトゥットガルト住宅展（ヴァイセンホーフ・ジードルング）
ジードルングの項を参照。

## 影響
グロピウスは1919年に芸術学校バウハウスを設立したが、ドイツ工作連盟の理念に大きな影響を受けている。

## 作品
ドイツ工作連盟の作品群や史料はベルリンの「物の美術館」（the Museum der Dinge）に収集されている。この美術館は、20世紀から現在までの日常生活にあった物を主眼としており、作品群の中にはフランクフルト・キッチンも含まれている。